# 東信行
東 信行（ひがし のぶゆき、1935年9月4日 - 2015年4月16日）は、日本の英語学者。東京外国語大学名誉教授。

## 略歴
三重県北牟婁郡二郷村（現・紀北町）出身。旧名・東環。1958年東京外国語大学英語科卒、1962年東京大学大学院英文科修士課程修了、茨城大学文理学部専任講師、67年教養部助教授、69年教育学部助教授、1973年東京外国語大学助教授、80年教授、98年定年退官、名誉教授、電気通信大学教授。『ライトハウス英和辞典』などを編纂した。

## 共編・監修
- 『研究社-ロングマンイディオム英和辞典』諏訪部仁共訳編 研究社 1989
- 『ライトハウス英語の句動詞』松本理一郎共著 研究社 1991
- 『研究社-ロングマン句動詞英和辞典』諏訪部仁共訳編 研究社 1994
- 『ルミナス英和辞典』竹林滋,小島義郎共編 研究社 2001
- 『ルミナス英和辞典』第2版 竹林滋,小島義郎,赤須薫共編 研究社 2005
- 『ライトハウス英和辞典』第5版 竹林滋,小島義郎,赤須薫共編 研究社 2007
- 『語根で覚える英単語 語源によるラクラク英単語記憶法』池田和夫共監修 研究社辞書編集部編 ディビッド・P・ダッチャー校閲 研究社 2008

### 翻訳
- モートン・W.ブルームフィールド,レナド・ニューマーク『言語学的分析による英語史』桜井益雄共訳 英宝社 1966
- ストッフェル『強意語と緩和語』乾亮一,木村建夫共訳 英語学ライブラリー 研究社出版 1971
- ジェームズ・ソープ編『文学研究と言語学 その新しい目的と方法』共訳 北星堂書店 1972
- J.ライオンズ『理論言語学』国広哲弥,杉浦茂夫共訳 大修館書店 1973
- ウィリアム・G.モウルトン『外国語学習案内 外国語教育のための対照言語学入門』仁平有孝共訳 北星堂書店 1974
- ラインハート・ハートマン,グレゴリー・ジェームズ『辞書学辞典』竹林滋,小島義郎共訳監修 研究社 2003